# Мадона
Мадона (латис. Madona) — місто в Латвії, центр Мадонського району. Статус міста з 1926 року.

## Назва
Назва міста походить від сусіднього озера Мадона або від назви маєтку Біржу (нім. Madohn, Modohn). Тому в 1903 року станція Плявиня-Валка вузькоколійної залізниці та поселення, яке почало формуватися біля станції, отримали назву Мадона.
- Мадона (латис. Madona;  вимова)
- Модон (нім. Modohn)

## Географія
Розташоване в центральній Латгалії на Відземській центральній височині. Горбиста околиця знижується в північно-західному та південно-східному напрямку. Кілька невеликих річок і струмків протікають через місто, такі як: Лейваріте, Рідзіте, річка Ліза, річка Муценіекі, річка Рієба та річка Мадона.

### Клімат
Мадона має вологий континентальний клімат.

## Історія
Околиці Мадони були заселені в ранні часи, що підтверджується відкриттями старих могильників в околицях міста. 
Мадона вперше письмово згадується в 1461 році, коли архієпископ Сильвестр почав орендувати землі маєтку Біржі. Після Північної війни ця територія стала власністю Російської імперії.
З XIX до початку XX століття на місці розташування Мадони були поля маєтку Біржі.

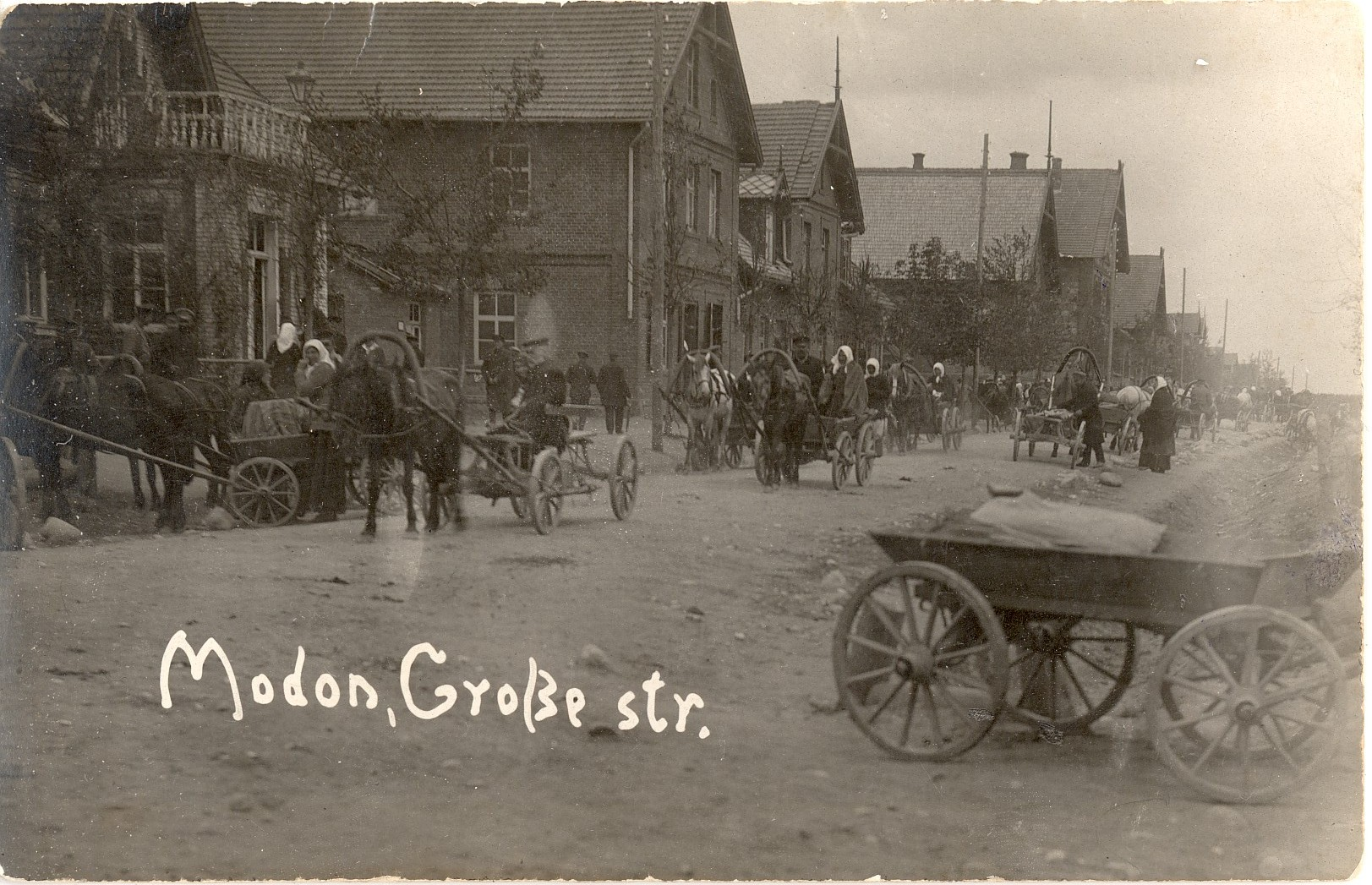
Мадона, 1918 рік

За однією з версій, назва Мадони походить від прилеглого озера Мадона. За іншою версією, Мадона отримала свою назву від садиби Біржі, німецькою «Madohn» або «Modohn». З цієї причини залізнична станція, розташована на лінії вузькоколійки, також отримала назву Мадона. Населений пункт, який повільно виник навколо станції, поселення отримало таку ж назву після спорудження залізничної станції Мадона в 1903 році.
Привілеї села були надані Мадоні 1 липня 1921 року, а міські права — 7 червня 1926 року. З 1 квітня 1925 року Мадона була центром новоутвореного повіту Мадона (Madonas apriņķis). На той час у Мадоні проживало 1357 жителів.
У 1959 році Мадона налічувала 5700 жителів, але в 1967 році кількість досягла вже 7200 мешканців.

## Населення
Станом на 1 січня 2007 року Центральне управління статистики Латвії повідомляло про 9242 мешканця міста.
Станом на 2004 рік: 9400 (Латиші становлять 80 % всього населення, росіяни — близько 15 %).
| Етнічна ситуація в місті | Етнічна ситуація в місті | Етнічна ситуація в місті | Етнічна ситуація в місті | Етнічна ситуація в місті |
| ------------------------ | ------------------------ | ------------------------ | ------------------------ | ------------------------ |
|                          |                          |                          |                          |                          |
| Латиші                   | Латиші                   |                          | 79%                      | 79%                      |
| Росіяни                  | Росіяни                  |                          | 16%                      | 16%                      |
| Білоруси                 | Білоруси                 |                          | 1.79%                    | 1.79%                    |
| Українці                 | Українці                 |                          | 1%                       | 1%                       |
| Поляки                   | Поляки                   |                          | 0.89%                    | 0.89%                    |
| Інші                     | Інші                     |                          | 1.32%                    | 1.32%                    |

## Відомі люди
- Александрс Старковс (нар. 26 липня 1955) — латвійський футбольний тренер.
- Дайніс Іванс (нар. 25 вересня 1955) — латвійський журналіст і політик.

## Світлини

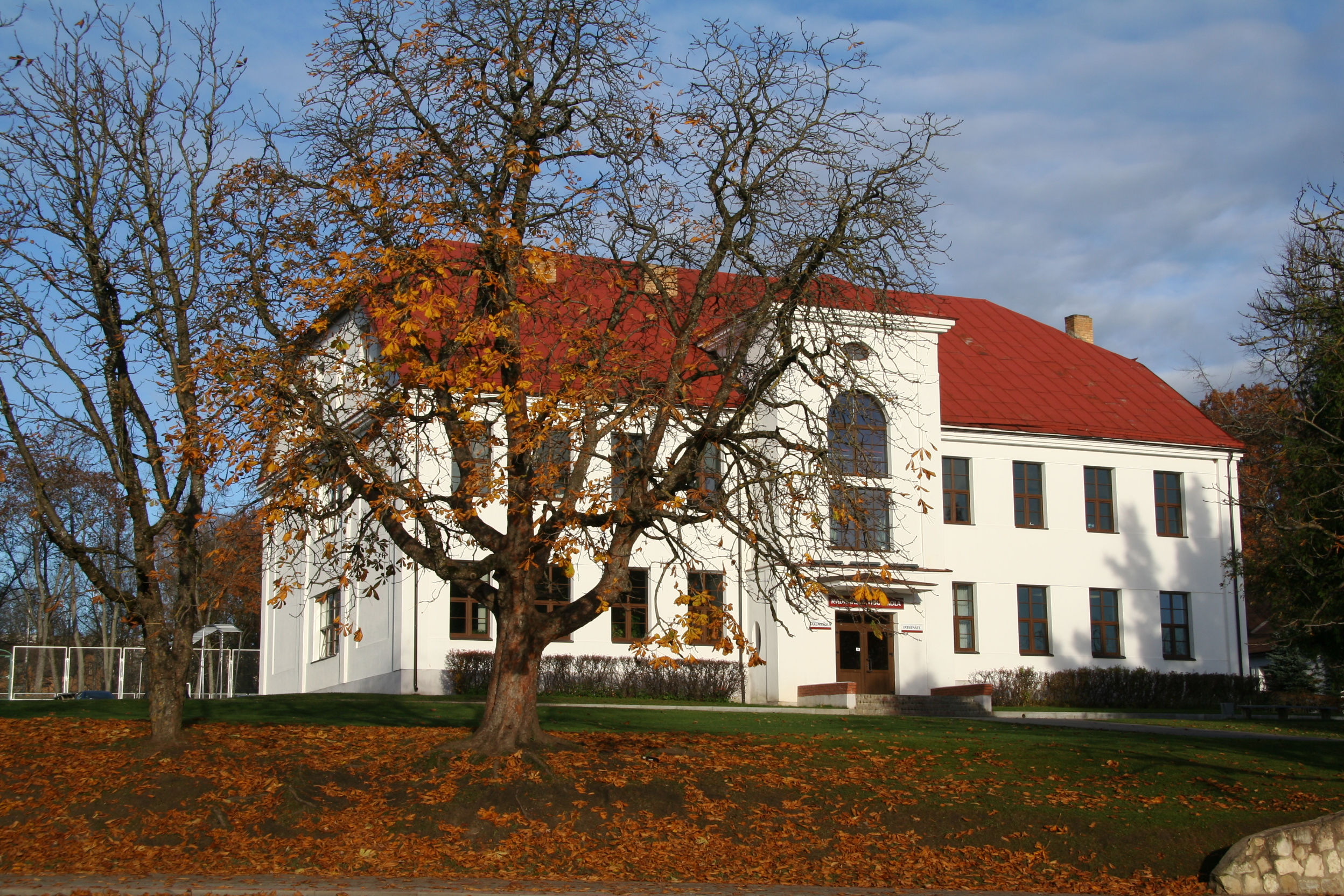
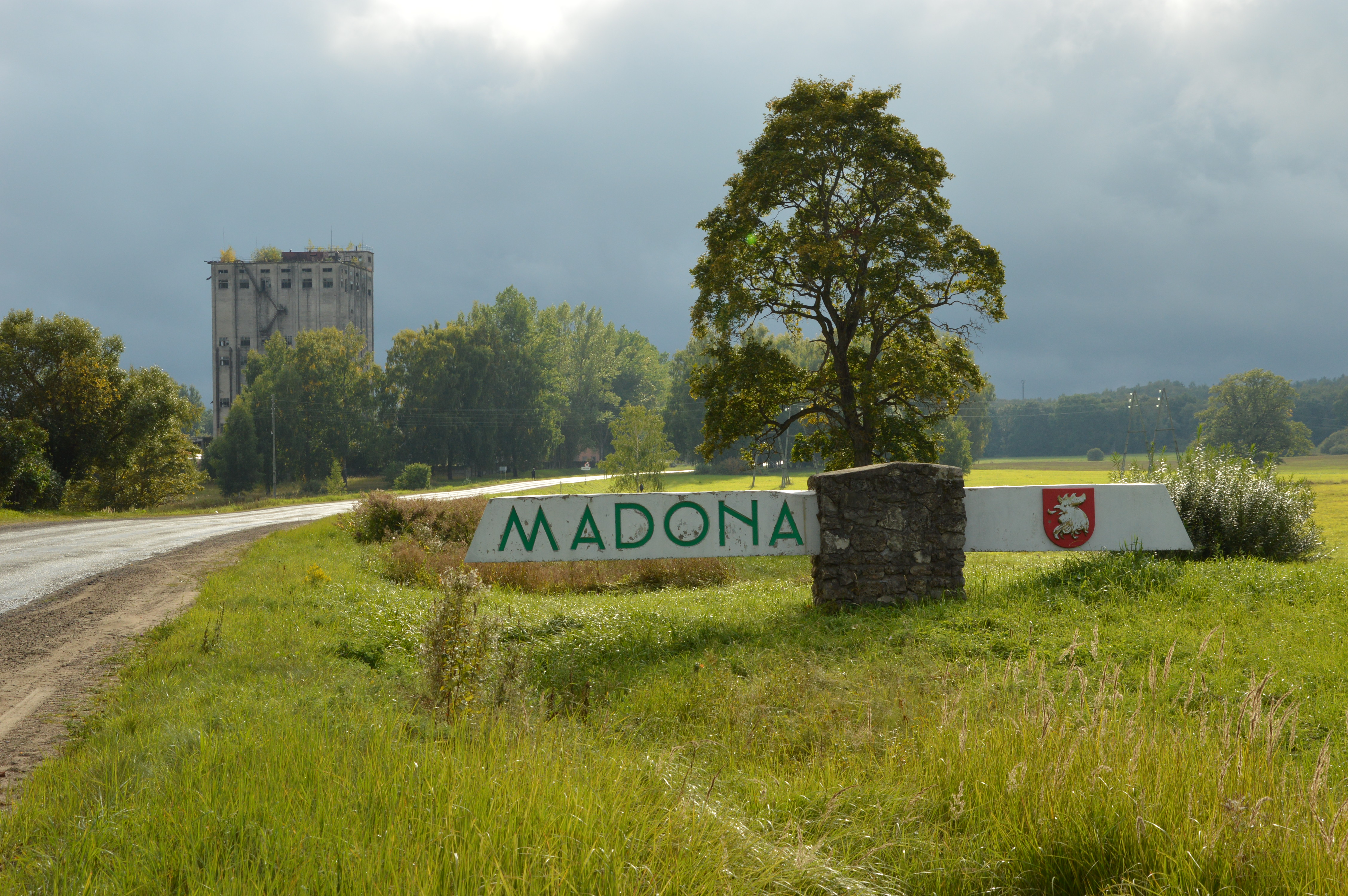
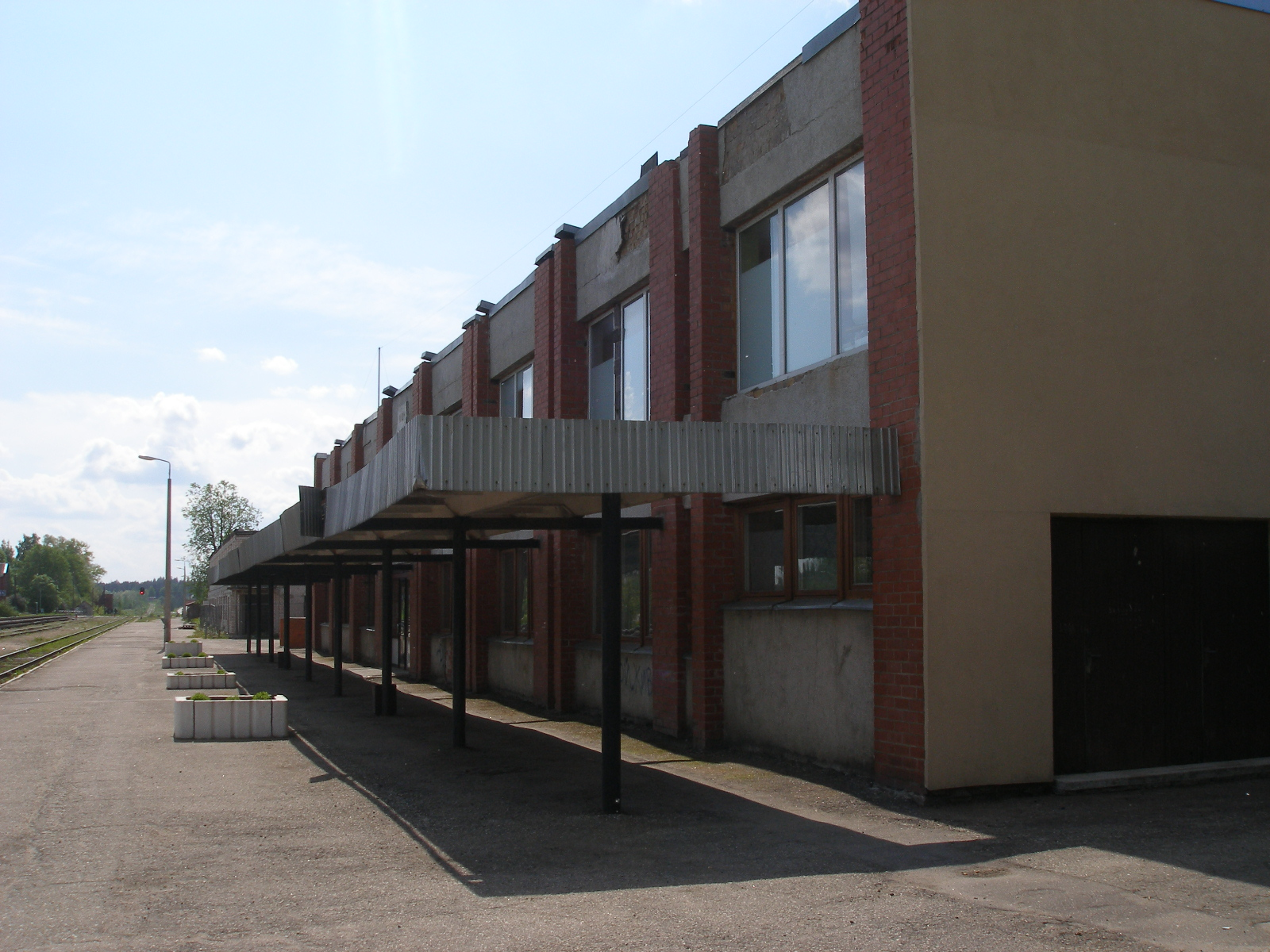
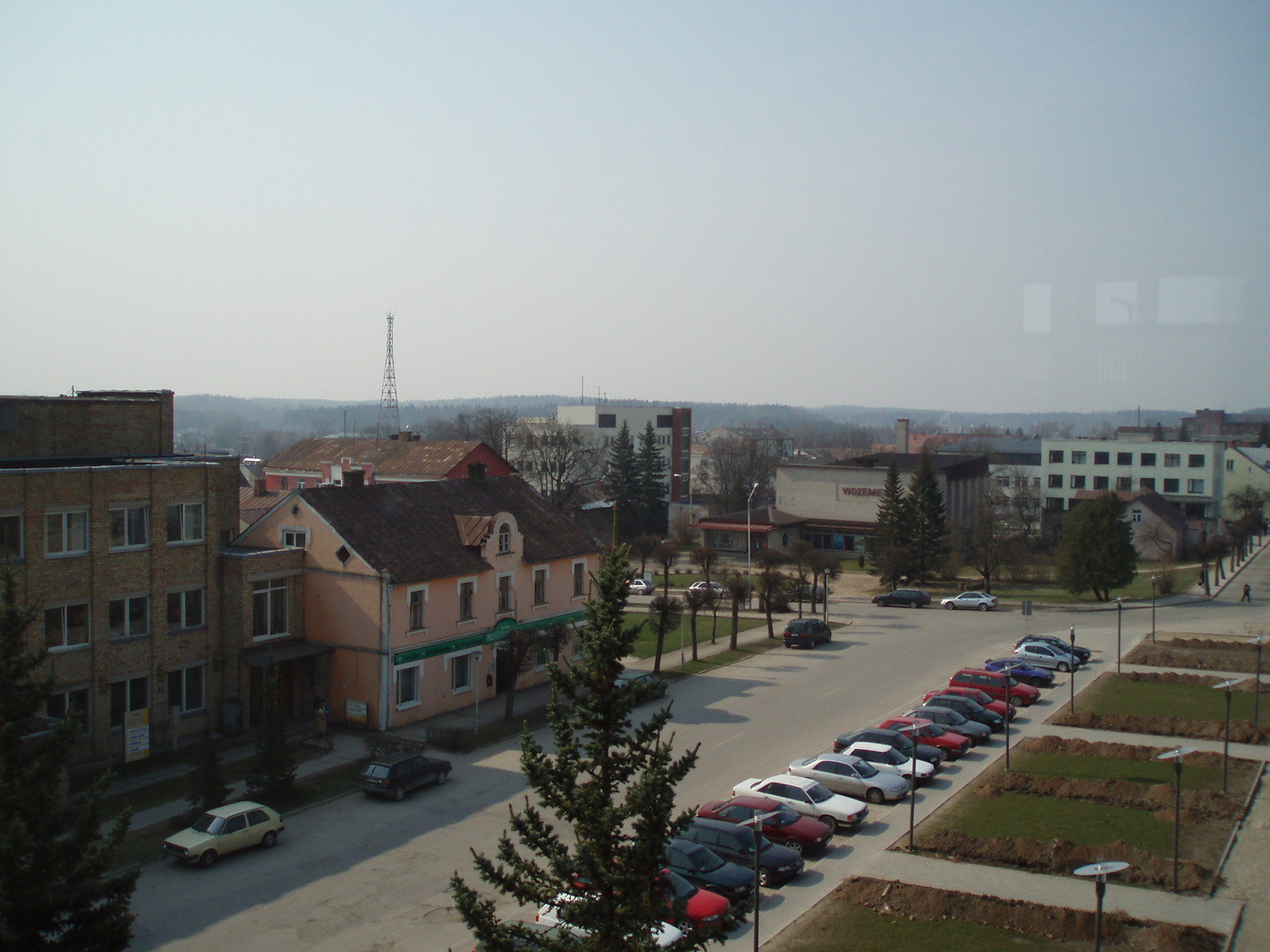
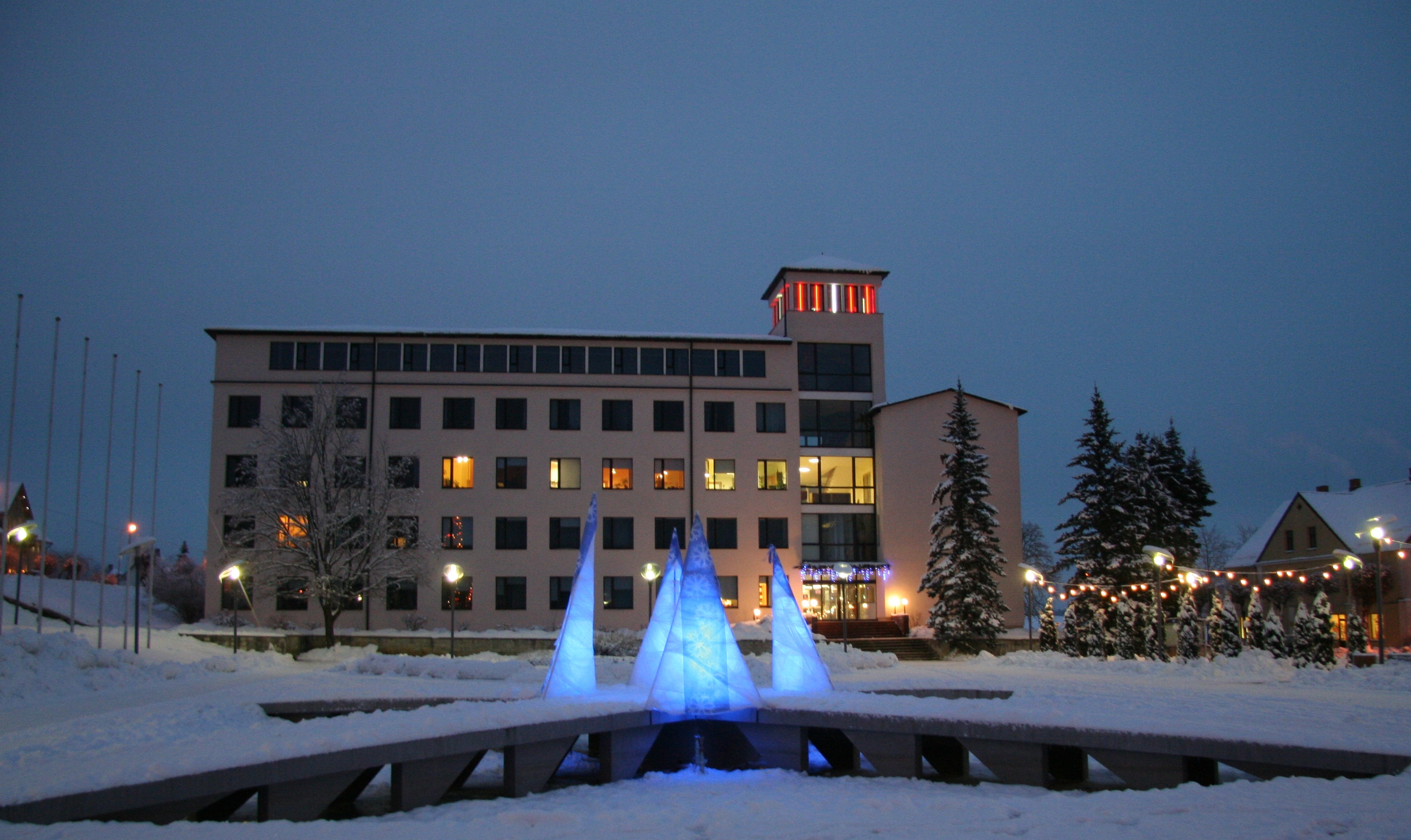
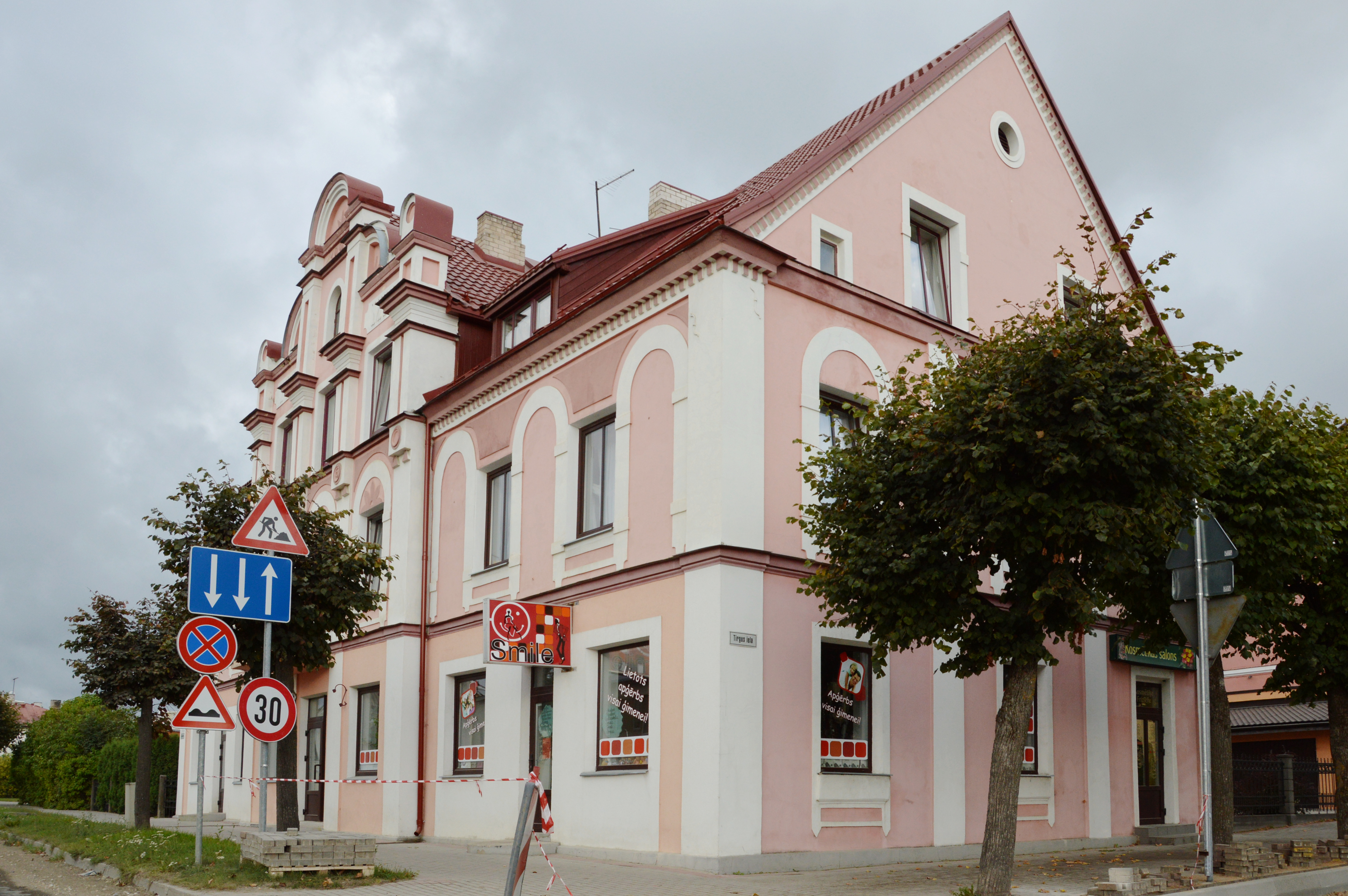
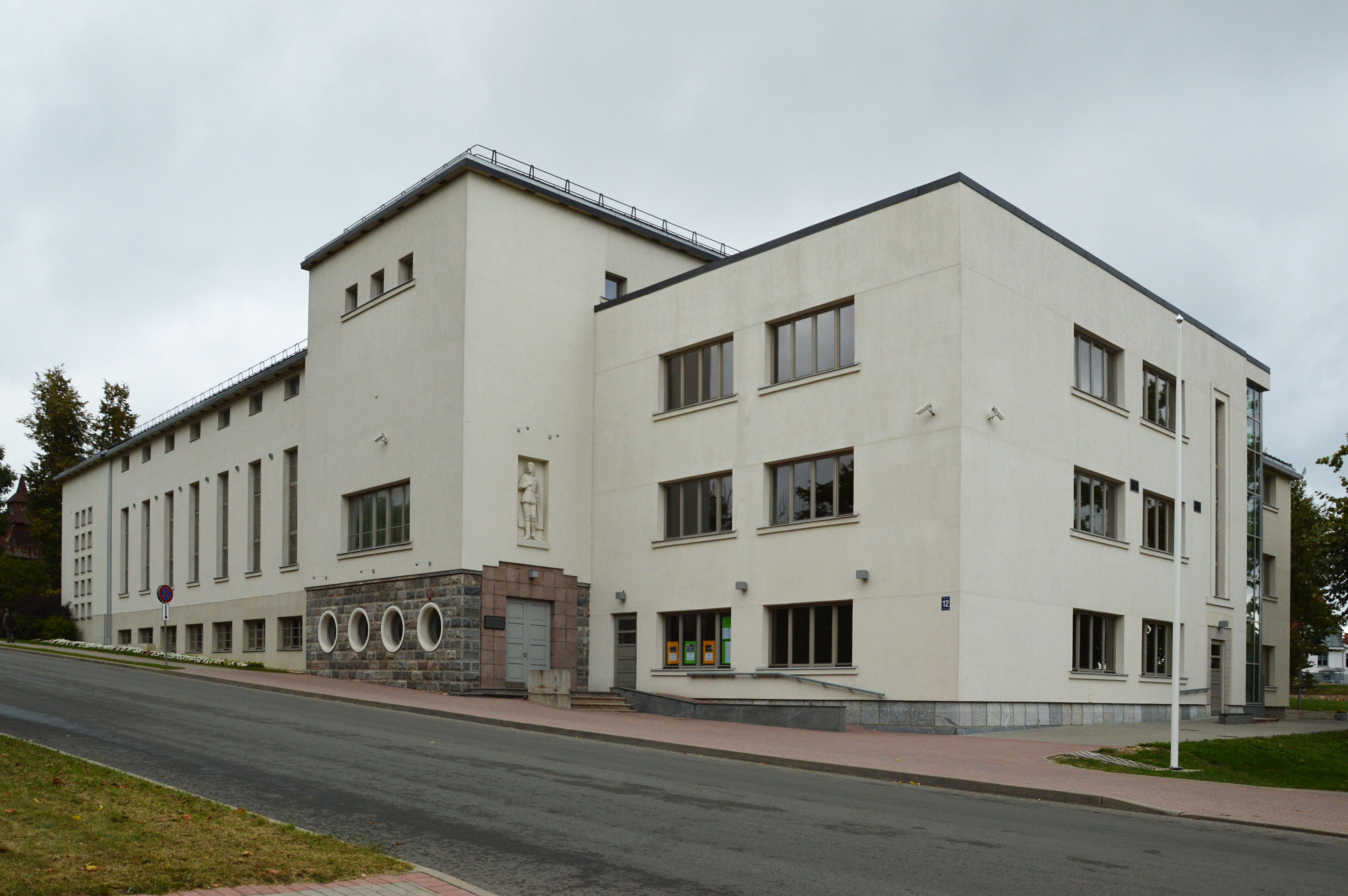
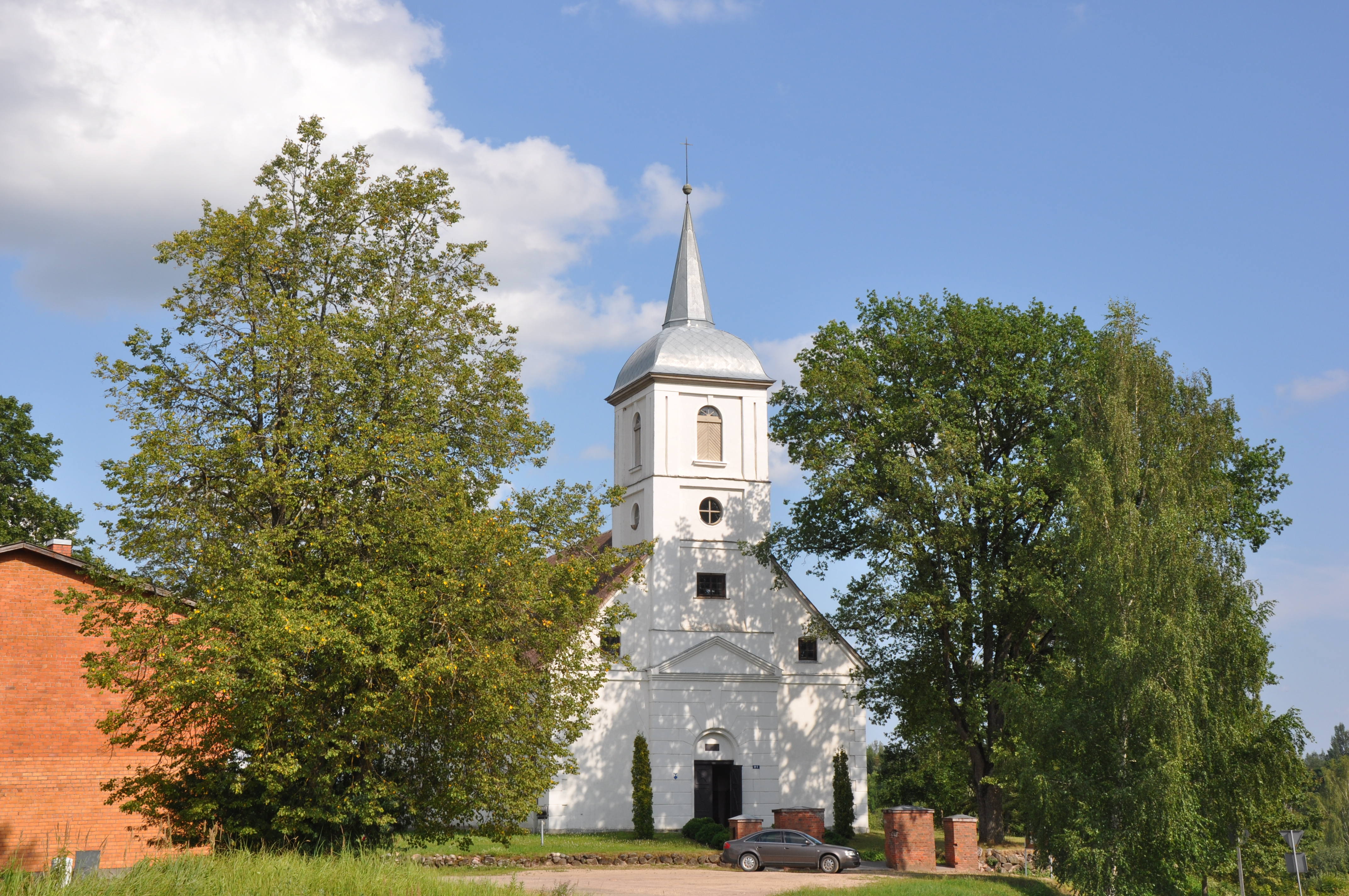

## Міста-побратими
Мадона є побратимами з:
- Анікщяй, Литва
- Боржомі, Грузія
- Кулен, Франція
- Логойськ, Білорусь
- Меттман, Німеччина
- Рапла, Естонія
- Транос, Швеція
- Вайге, Німеччина